# Hurt (Christina Aguilera)
Hurt è il secondo singolo estratto dall'album Back to Basics della cantante statunitense Christina Aguilera. La canzone è stata cantata in anteprima dalla Aguilera agli MTV Video Music Awards (VMA's) del 2006.

## Descrizione
Si tratta di una ballata intensa scritta da Christina Aguilera, Linda Perry e Mark Ronson. Il brano è interamente dedicato al padre di Linda Perry. Ella è pentita di non aver goduto della presenza del padre in vita, ma di averlo rifiutato ed essersene andata via. Ora che è morto, è distrutta dall'idea di averlo perso per sempre, vorrebbe avere una seconda occasione per poterlo riabbracciare ma sa che non ci potrà mai essere.

## Video musicale
Il video musicale, diretto da Floria Sigismondi (che aveva già diretto per l'Aguilera il video di Fighter), è ambientato in un circo.
Christina interpreta una giovane circense che, avendo ottenuto il successo e la fama tanto desiderata, si è dimenticata dell'importanza di avere una famiglia. Si scorda del padre che le aveva fatto scoprire il mondo dello spettacolo da bambina. Un giorno, proprio mentre sta per iniziare l'esibizione, la ragazza riceve un telegramma che avvisa ella della morte del genitore. Distrutta, ha perfino una sua visione. L'atmosfera del video è malinconica e nostalgica.

## Classifiche
| Classifica (2006/2007) | Posizione massima |
| ---------------------- | ----------------- |
| Australia              | 9                 |
| Austria                | 2                 |
| Belgio (Fiandre)       | 3                 |
| Belgio (Vallonia)      | 5                 |
| Canada                 | 53                |
| Danimarca              | 14                |
| Europa                 | 1                 |
| Finlandia              | 15                |
| Francia                | 3                 |
| Germania               | 2                 |
| Irlanda                | 6                 |
| Italia                 | 12                |
| Norvegia               | 11                |
| Paesi Bassi            | 2                 |
| Regno Unito            | 11                |
| Repubblica Ceca        | 2                 |
| Slovacchia             | 2                 |
| Svezia                 | 2                 |
| Svizzera               | 1                 |
| Stati Uniti            | 19                |

### Classifiche di fine anno
| Classifica (2006) | Posizione massima |
| ----------------- | ----------------- |
| Australia         | 68                |
| Austria           | 50                |
| Paesi Bassi       | 49                |
| Regno Unito       | 150               |
| Svizzera          | 24                |

| Classifica (2007) | Posizione massima |
| ----------------- | ----------------- |
| Australia         | 20                |
| Francia           | 17                |
| Germania          | 3                 |
| Paesi Bassi       | 35                |
| Svizzera          | 22                |